# Keblov
Keblov är en ort i Tjeckien.   Den ligger i regionen Mellersta Böhmen, i den centrala delen av landet, 70 km sydost om huvudstaden Prag. Keblov ligger 428 meter över havet och antalet invånare är 190.
Terrängen runt Keblov är huvudsakligen platt, men åt sydväst är den kuperad. Runt Keblov är det ganska glesbefolkat, med 28 invånare per kvadratkilometer. Närmaste större samhälle är Vlašim, 12,8 km väster om Keblov. Omgivningarna runt Keblov är en mosaik av jordbruksmark och naturlig växtlighet.